# Ventana Azul
La Ventana Azul (en maltés: it-Tieqa Żerqa) era una formación rocosa con un arco natural de piedra caliza de 28 metros de alto, que se levantaba en la isla de Gozo en Malta. Quedó derribada por un fuerte oleaje, durante una tormenta el 8 de marzo de 2017. Se encontraba en la laguna costera de Dwejra en San Lawrenz y cerca de la Roca Fungus. Constituía un icono para Malta y una de las principales atracciones turísticas de la isla. Fue utilizada en numerosas filmaciones, como la boda entre Daenerys Targaryen y Khal Drogo en la serie Juego de tronos.
La formación estaba anclada en el extremo este con los acantilados de la playa, formando un arco hacia aguas abiertas y quedaba soportada por un pilar de pie libre en el mar al oeste del acantilado. La ventana se formó tras derrumbarse dos cuevas de piedra caliza. Más adelante, con el paso de los años, la erosión natural hizo que partes del arco cayeran al mar, y el pilar que servía de pie se derrumbó por completo durante una tormenta el 8 de marzo de 2017.

## Rodajes
Esta formación fue escenario de muchos rodajes de películas y series de televisión como Furia de titanes (1981), El conde de Montecristo (2002), Junto al Mar (2015) (protagonizada por Brad Pitt y Angelina Jolie), y la escena de la boda de Daenerys Targaryen, con Khal Drogo, en la primera temporada de la serie de televisión de HBO Game of Thrones.